# 中国社会科学院政治学研究所
中国社会科学院政治学研究所是中华人民共和国的一家政治学研究机构，成立于1985年7月，是中国社会科学院的直属研究单位。